# Plesiothrips andropogoni
Plesiothrips andropogoni är en insektsart som beskrevs av Watts 1934. Plesiothrips andropogoni ingår i släktet Plesiothrips och familjen smaltripsar. Inga underarter finns listade i Catalogue of Life.